# Internationella skogsåret 2011

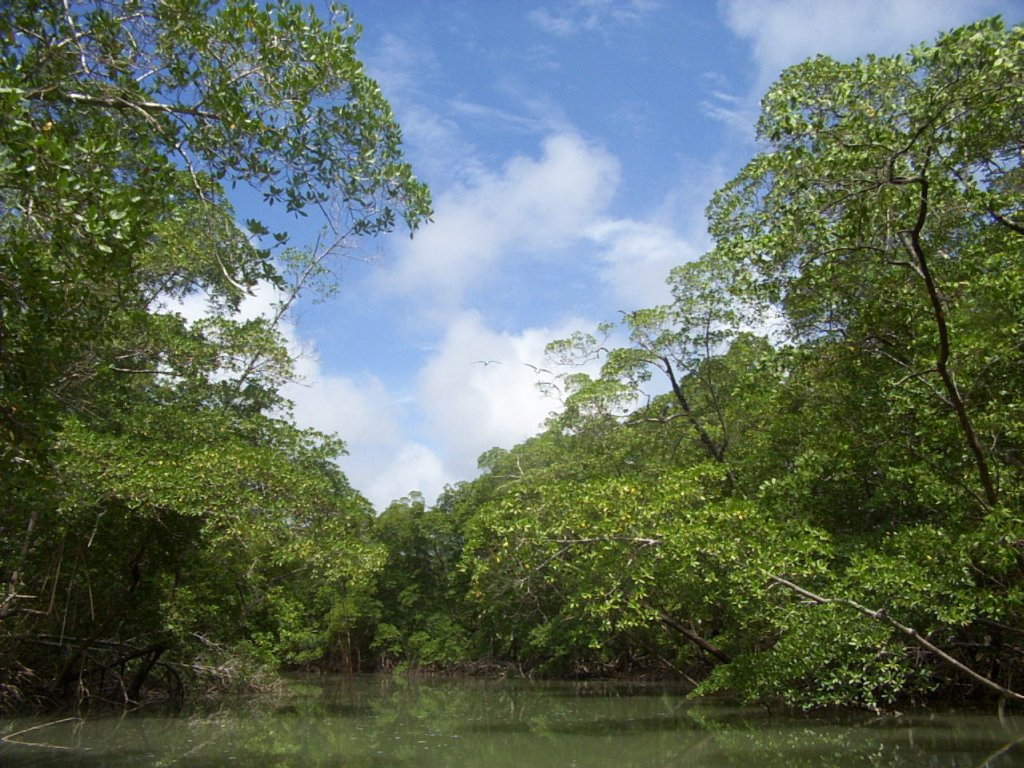
Amazonas regnskog i Brasilien.

Internationella skogsåret 2011 var en FN-kampanj som syftade till att öka kännedomen om hållbart skogsbruk. Det övergripande temat för året var ”Skog för folk” (Forest for People). Ett centralt budskap var att världens skogar är avgörande för människors överlevnad och välbefinnande. FN:s avsikt med kampanjåret var att öka kännedomen om hållbart skogsbruk, skydd av skog samt en hållbar utveckling av all sorts skog för människor världen över. 
Skogsåret 2011 har en egen webbsida som informerar om möten, artiklar, faktablad och nyheter.
I Sverige samverkade nätverket Naturens år för att skapa engagemang, sprida information och öka kunskapen om skogen.

### Fotnoter
1. ↑  Förenta nationernas officiella webbplats
2. ↑  http://www.un.org/en/events/iyof2011/
3. ↑  ”Arkiverade kopian”. Arkiverad från originalet den 20 november 2011. https://web.archive.org/web/20111120182553/http://www.regeringen.se/sb/d/14152/a/158483. Läst 3 januari 2012.
4. ↑  ”Arkiverade kopian”. Arkiverad från originalet den 25 maj 2012. https://archive.is/20120525180451/http://www.skogsaret.se/Skogen/Internationella-skogsaret-2011/. Läst 3 januari 2012.